# 草の花
『草の花』（くさのはな）は、福永武彦の長編小説。1954年（昭和29年）、書き下ろし作品として新潮社より刊行された。文庫版は新潮文庫で刊行されている。術中死した汐見茂思が遺した2冊のノートに記された二度の愛の挫折を通じ、青春の愛と孤独を描く。
福永の文壇出世作であると共に、唯一の私小説的な作品であり、旧制高校時代の経験を基に、何度も繰り返し描いてきた題材を結実させた小説である。

## あらすじ
「冬」「第一の手帳」「第二の手帳」「春」の4章によって構成され、「冬」「春」が汐見のノートを託された「私」の語り、間に挟まれた「第一の手帳」「第二の手帳」が、ノートに記された汐見の語りとなっている。冒頭部にはエピグラフとして「人はみな草のごとく、その光栄はみな草の花の如し。」（ペテロ前書、第一章、二四）が引かれている。

### 冬
1947年（昭和22年）の春先に、東京郊外のK村にある結核療養所に転院してきた「私」は、30歳の汐見 茂思（しおみ しげし）と出会う。患者たちが皆、「精神の傷痕」を抱いて孤独と向い合っている中、汐見だけは「傷痕を軽々しく表に洩らすこと」のない、「精神の剛毅さ」を持った存在であり、自らの過去については一切口を閉ざしていた。
1948年（昭和23年）の冬、重い病を患っていた汐見は、危険な最新治療法の手術を申し出る。医者も躊躇うほどの危険な手術であったが、「僕はそれでいいんです」と汐見は譲らなかった。この手術を受ける前に汐見は、「君になら、分ってもらえるかもしれない」として、「私」に2冊のノートを託す。手術は一時成功するかと思われたが、結局は成功することなく、汐見は術中死する。
私は手術を受けた汐見の決断について「あれは自殺ではなかったろうか」という疑いを持つ。そして霊安室の畳の上で、汐見から託された2冊のノートを読み始めた。

### 第一の手帳

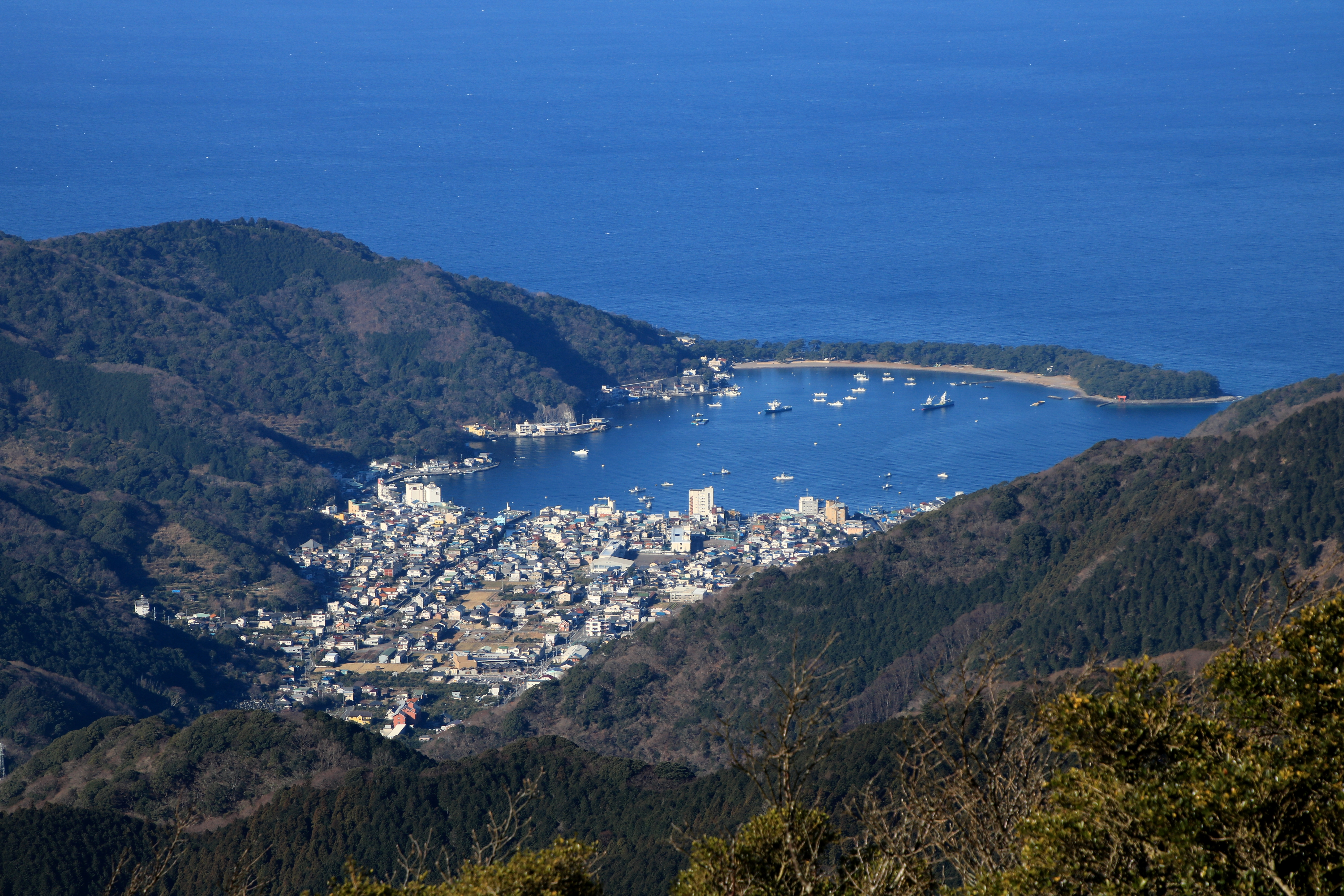
舞台となった戸田（現・沼津市戸田）

18歳の旧制高校生で弓術部に属している汐見は、1年生の藤木 忍（ふじき しのぶ）を、同性でありながらも友情の域を超え、恋する状態と呼んでいいほどに愛していた。 伊豆のH村で部の合宿が行われたとき、汐見は藤木と二人で散歩する機会を得て、「藤木、そうした見える世界から見えない世界にはいって行く、それが愛なんだよ。（中略）もし君が愛したら、……いいかい、その時には人間の経験を超越したイデアの世界に僕等の魂が飛翔して行くんだ」と、自身の精神的な愛を藤木へ語る。
その翌日の夜、村の祭りに出かけるために部員らが乗り込んだ舟が艫を流され、海上の舟で汐見と藤木は二人きりになる。汐見は藤木の身体を抱き寄せて「気が遠くなるような恍惚感」を味わう。だが藤木は「僕は愛するということの出来ない人間」「愛するというのは自分に責任を持つこと」として、汐見の愛を拒むのだった。
そして藤木は合宿の中途で、母の病気のために急遽船で東京へと帰ることとなる。岬の先端で汐見は船を見送り、自分の愛の形を確認した。
合宿ののちは二人の関係は途絶え、その夏に静養中の親戚の家で、藤木は突然の死を迎える。死者となった藤木は、「彼の魂は永遠に無垢のまま記憶の中にとどまっている」「美しい魂を持った少年」として、汐見の中で永遠に生き続ける存在となった。

### 第二の手帳
6年後、23歳となった汐見は、藤木の妹である藤木 千枝子（ふじき ちえこ）を愛するようになる。女子大の数学科に通う千枝子は「知的な瞳」を持つ才女で、無教会基督教の信徒でもあった。汐見は伝道の重要性を説く彼女を批判し、孤独な信仰を主張するなど議論を交わすこともあった。そして、藤木忍に向けたのと同じ精神的な愛を、彼女に対し試みようとする。だが千枝子は「だってあなたの言う千枝ちゃんは、あなたの頭の中にだけ住んでいる人よ、このあたしのことじゃない」として不満を抱く。次第に両者の間の溝は深くなり、千枝子は汐見を訪ねた帰りに、「あたしたち、もう会うのをやめましょう」と言う。
それでも8月下旬、汐見は信州追分の油屋で休暇を取った際、同じく追分の女子大寮に来た千枝子と共に林の中を歩きながら会話を交わし、そこで千枝子は汐見への愛を直接に打ち明ける。やがて二人は抱き合って草の上に倒れ、汐見は「もう一歩を踏み出せば、時は永遠にとどまるかもしれない」と感じ取れる状態に到達する。しかし尚も自身の孤独から逃れることはできず、千枝子の身体を愛撫して内部に入ることは、自身の内部の恐怖、死の観念からの逃避ではないかとの思いから、最後の一歩を踏み出すことができなかった。そんな汐見のもとから、千枝子は去っていった。
やがて汐見は召集令状を受け取り、死の迫った「英雄の孤独」に自らを置くが、召集直前になってショパンのコンサートの切符を千枝子に送る。しかしコンサートが開かれる出征前夜、千枝子は遂に姿を現すことはなく、汐見は「藤木、君は僕を愛してはくれなかった。そして君の妹は、僕を愛してはくれなかった。僕は一人きりで死ぬだろう……」と心の中で呟き、戦場へと一人旅立っていった。

### 春
2冊のノートを読み終えた「私」は、千枝子本人に手紙を書き、汐見の死とノートの内容を伝えると同時に、読む意思があるならばノートをいつでもお送りする、と伝えた。
やがて届いた返信で千枝子は、最後のコンサートへは行き違いで行けなかったことを明かすと同時に、「汐見さんはこのわたくしを愛したのではなくて、わたくしを通して或る永遠なものを、或る純潔なものを、或る女性的なものを、愛したのではないかという疑い」を持っていたことを告白していた。そしてノートについては「どうぞあなたさまのお手許にとどめておいて下さいませ」と記されていた。

## 執筆背景・動機

### 一高時代の苦悩

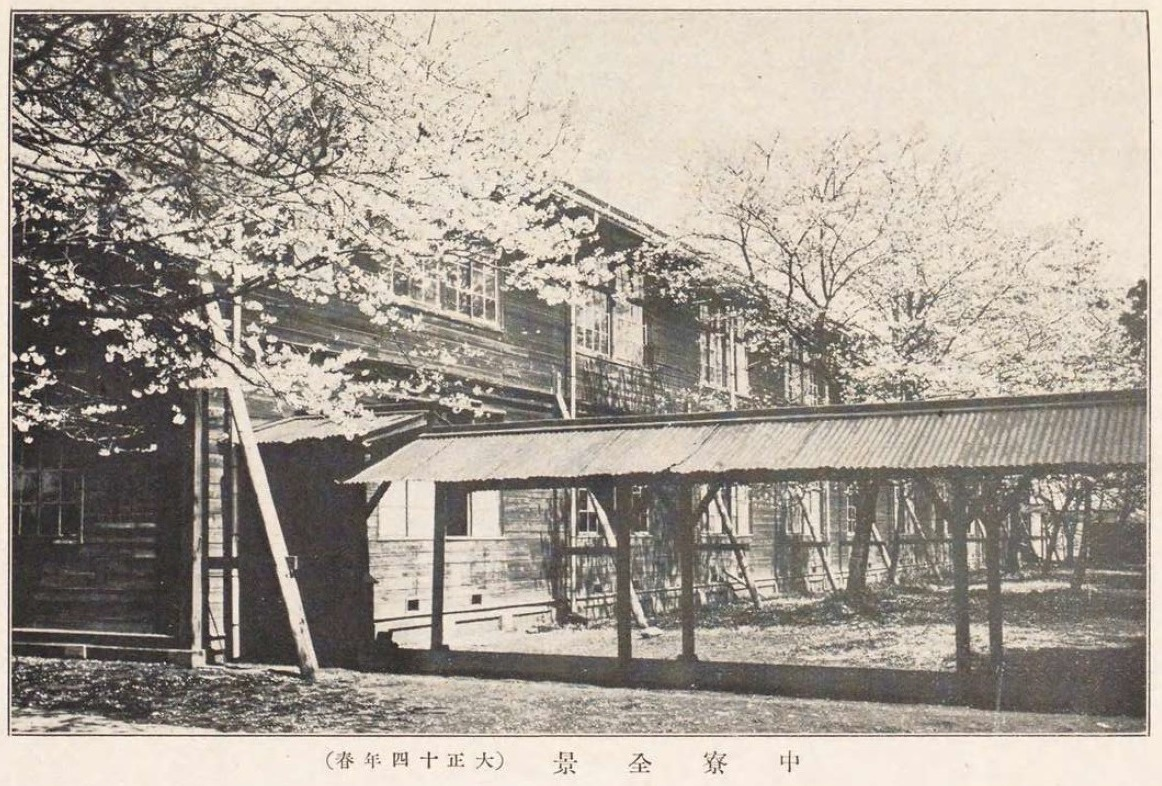
福永や来嶋らが入った向陵中寮（1925年）

『草の花』は福永の旧制第一高等学校在学時の体験を元にしており、唯一の私小説的な作品であるとされる。研究史上では、福永のこの体験は「『草の花』体験」と呼ばれている。福永自身ものちに「私は今では事実と想像とを区別することが出来ない」「「僕」にしても藤木忍にしても藤木千枝子にしても、また登場する傍系人物にしても、そこに原型があることを否むわけにはいかない」と述べており、個々の場面は多くを虚構としつつも、自身の作品としては例外的に、モデルと呼べる人物が実在することを認めている。
一高で、福永の1学年下として身近にいた矢内原伊作も、福永のこの解説を事実と認めており、「その原型の人たちがあまりにもよく描かれているために、そして僕自身がその人たちのあまりにも近くにいたために、僕はこの小説を客観的に読むことができない」と述べている。
福永は1934年（昭和9年）4月に一高文科丙類に入学し、弓術部に入部。一高では寮の部屋を部活動ごとに割り振っていたため、弓術部があてがわれていた本郷向ヶ丘の向陵中寮五番に入室した。作中の藤木忍のモデルとなった来嶋 就信（きじま なりのぶ）が、矢内原伊作や森田宗一らと共にこの中寮五番に入ってきたのは、翌1935年（昭和10年）4月のことだった。
矢内原によれば来嶋は、作中通りの「小柄でおとなしい、どこか淋しげなところのある、秀才であることを外には少しもあらわさない秀才の少年」であったという。福永は一つ下の後輩である来嶋と生活を共にする中で、次第に彼への愛を育んでいった。矢内原は「マント姿の二人がつれだって本郷通りを仲良く歩いている」姿を時折見かけてもいる。寮生の間でも、福永が来嶋を愛していることは、広く知れ渡る事実となっていた。
そんな福永と来嶋の間に「悲劇」が起こったのは、来嶋や矢内原が1年の秋を迎えた頃のことで、「福永の一方的な愛は作品の汐見のそれよりもいっそう激情的で、したがってその愛が拒まれた苦悩はいっそう深く、またその一方的愛の受容を要求された藤木の困惑と苦悩は作品に描かれているよりもはるかに深かった」という。おとなしく無口な来嶋にとって、福永のひたむきな愛は恐怖であり、日記に「私には何物にも勝つて自分自身が分らない。唯幾分でも知れてゐるのは、それがくだらない、価値のないものであることだ。（中略）私には人を愛す資格はない。人に愛される資格もない。」と書き残していた。こうして福永も来嶋も、共に苦しみ抜くこととなり、矢内原をはじめとする弓術部の部員たちは、はらはらして成り行きを見守るほかになかった。
1936年（昭和11年）3月末に、弓術部は例年の合宿で、静岡県田方郡戸田村（現・沼津市戸田）にある一高合宿所に滞在。ここで福永は来嶋とじっくり話したが、高尚な福永の言い分は通じず、合宿が終わると親しく口を利く機会も訪れなかった。
1938年（昭和13年）1月8日に、来嶋は勉強のため滞在していた埼玉県南埼玉郡清久村（現・久喜市）の伯父の家で、扁桃腺炎から敗血症を併発して急死。深夜に矢内原から訃報を受けた福永は、9日に汽車で清久村へと駆けつけ、来嶋の葬儀に出席している。
また、来嶋の死後、福永は大森駅近くのアパートに移り住んだ来嶋の母と妹の家をよく訪ねるようになった。川西政明はこの記録と矢内原の「藤木忍にもその妹千枝子にも原型がある」という文言から、来嶋の妹である来嶋 静子（きじま しずこ）を、千枝子のモデルであると推察している。また、福永の妻の貞子も、福永の死後の座談会で「あの『草の花』の中に出てくるモデルの女性は友人の妹さんでした」と述べている。

### 先行する作品群
愛の挫折を味わった福永は、来嶋が存命であった当時から、一高内の新聞や会報に、この経験を作品化して次々と載せ始めることとなる。
最初に1935年（昭和10年）9月27日、福永は寮新聞『向陵時報』に原稿用紙7枚少しの短篇「ひととせ」を「水城哲男」の筆名で発表。内容は全能の語り手が、二人の学生が話しながら歩いている場面を俯瞰して見せるというもので、片方の学生は年下のほうの学生に振られ、もう一度友達になりたいと思っているが、相手は「こんな我儘な奴はちつと苦労するがいい」と思っている、というものだった。更に、1ヶ月後の10月21日には「眼の叛逆」を発表。これは女性が「私」の一人称で語るもので、「私」が愛する年下の少年の眼に、かつて愛して裏切った男と同様の「叛逆」を見出し、「私は我儘だつた」と自省する、という内容だった。
連続して発表されたこの2篇は、いずれも年少の者を愛し破れていくという内容の作品であり、『向陵時報』の編集者も編集後記で「君としては更に他の方面に題材を求めて貰いたい様な気がする」と指摘している。しかし福永は筆名を「水城哲男」から「水上愁己」に変えるのみで、1936年（昭和11年）2月1日には、再び同じ題材を扱った「絶望心理」を『向陵時報』へ発表している。これは、「俺」が自らの愛した少年のために悪魔に魂を売るが、やはりその愛を受け入れてはもらえず、最後には悪魔さえもいない孤独の世界へ迷い込んでしまう、という内容であった。
『向陵時報』にこれら3篇を発表してのちの1936年（昭和11年）6月、福永は弓術部会報の『反求会会報』に詩「ひそかなるひとへのおもひ」を発表するのとほぼ同時に、『校友会雑誌』に本名で「かにかくに」を発表している。これは原稿用紙90枚弱の中編小説で、登場人物の氷田晋が藤木忍と知り合うが、次第に藤木の心は氷田から離れていき、共に伊豆へ旅行へ行ってぎこちない時を過ごした末に、氷田は服毒自殺を遂げるという筋であった。
田口耕平は、これらの作品群のうち「ひととせ」を除く全てで、主人公らは自らの愛を表現するために「死」を持ち出していることに着目し、「いずれも押しつけがましく、一方的な愛の形しか見えてこない」「上から教え込む、矯正するような愛し方を主人公はしようとするのである。そして、この愛し方を拒絶されるや一気に「死」の方向へと進んでいく。これは果たして愛なのか？」と疑問を呈した上で、当時の福永がこれを愛と思っていたことは間違いない、としている。
また福永が『草の花』の原型として挙げているのは後述の「慰霊歌」のみであり、これらの先行する作品群に関する言及はない。

### 「慰霊歌」の執筆
福永は1947年（昭和22年）の秋から1953年（昭和28年）3月末まで、結核のため東京都北多摩郡清瀬村（現・清瀬市）の東京療養所で、5年余りに渡る入院生活を送っている。1949年（昭和24年）には腸結核、咽頭結核の再発に見舞われたほか、副睾丸結核手術を受けてもおり、長い間の絶対安静を余儀なくされていた。こうした中で福永は自殺の観念に囚われるようになり、同年の1月1日の日記には「思ふこと、死、自殺、運命的な愛」、翌2日には「自殺を思ふ、孤独感痛烈」と書き記している。
そして福永はこの年、作中の汐見同様、「自殺として手術を受けた」女性の死に遭遇してもいる。
この1949年（昭和24年）12月10日から翌1950年（昭和25年）5月10日にかけて、福永は『草の花』の原型となる中編小説「慰霊歌」を執筆し、200字詰めの原稿用紙にして374枚を書き上げた。執筆時は固いベッドの上に横になり、「私は左手に原稿用紙を恐らく下敷か何かの上に重ねて持ち、それを枕の横のところで支え、右手に万年筆を握り、身体を左向きにして少しずつ書き進めていたに違いない」とのちに述懐している。身体の状態は思わしくなく、この「不自然な恰好」での無理な執筆のために背中に水が溜まり、医者から厳重な警告を受けたこともあった。当時の自身の心境を、福永は次のように記している。
鳥居（2007）はこの記述について、『草の花』中の汐見の言葉、「生者は、必ずや死者の記憶を常に新たにし、死者と共に生きなければならない」「僕の死は、僕にとっての世界の終りであると共に、僕の裡なる記憶と共に藤木をもまた殺すだろう。僕の死と共に藤木は二度目の死を死ぬだろう」と類似しており、汐見の思いは作者福永のものであったと見做すことができる、としている。
こうして書かれた「慰霊歌」は全体が4章に分かれ、構成は『草の花』の「第一の手帳」と同様となっているほか、全体が一人称の「僕」の語りにより統一されている。福永はこの作品を「冗漫な箇所が多くて我ながら下手である」とし、原稿を『群像』に送ったが採用されなかったことを「かえって有難かったと思っている。こんな荒削りの中篇がもし活字になっていたら、私は再起不能なまでに叩かれただろう」としている。
「慰霊歌」を脱稿してのち、病状が悪化したため福永はしばらく執筆を行うことができなかったが、1950年（昭和25年）秋になって健康をやや恢復して『風土』の執筆に着手し、これを完成させてのちに『草の花』の執筆に入った。

### 『草の花』の執筆
1953年（昭和28年）3月末に東京療養所を退院した福永は堀辰雄全集の編纂委員の一人に命じられたため、この年の夏休みに妻と共に、長野県の追分にある油屋に滞在している。ここでは、堀家で中村真一郎、神西清、丸岡明らと会議を行う一方で、夜には机に向かい、『草の花』の執筆を行っていた。夏の間に序章「冬」を書き上げ、東京へ戻ってのちに執筆に入った「第一の手帳」も、草稿となる「慰霊歌」があったため比較的楽に書き進められたが、「第二の手帳」の執筆には大いに難航した。12月の末にようやく400枚で脱稿し、29日に編集者へ原稿を渡し「ほっと息を吐いた」という。
また福永は、『風土』完成後には「慰霊歌」をどのように書き直せばよいのか「私にはもうすっかり分っていたように思う。その三年の間に、私は作品を遠望できる地点まで離れていて、謂わば汐見茂思を他人として見ることが出来るようになっていた」と記している。こうした変化について細川正義は、「「死者の眼」に搦め取られて死と生の狭間で脅える人間像への関心から、一歩脱却した形で生の方向へ一歩踏み出した問いかけを獲得していることが窺える」「死が脅えの対象でなく、間近に拭い去れないものとして受け入れた時獲得し得た透明さと真実性を基底に見据えながら愛の可能性を究明した」と評している。
『草の花』は翌1954年（昭和29年）4月15日、新潮社書き下ろし叢書の一冊として刊行された。時に福永は36歳であった。

## 作品評価・研究
『草の花』は福永の作品の中で最も読まれたものとされ、現在に至るまでに多くの研究が存在する。だが発表当初は「大して注目されることもなく、営業的にも再刷が一千部ほど出ただけで、意気銷沈せざるを得なかった」「その私を憐れんでくれたのか、「草の花」は発行後二年で新潮文庫に加えられ、少しずつでも売れることによって今日まで命脈を保って来た」と福永は記している。
当初はまた評価も芳しくなく、「若い人々の抱きがちな感傷」「無益な孤独」などと酷評を受けた。だが福永が「友情の中の愛」を発表し弁明を行ってのちは、作中の人物の孤独は「エゴの持つ闘いの武器」などとして評価が変わっていった。福永はこの文章の中で「あの小説の中で、同性に対する愛が異性に対するそれよりも、鋭くかつ豊饒に描かれているからといって、僕が友情を恋愛よりも特に重んじているわけではない。僕の書いた友情は特殊のケースだし、それはあらゆる場合に当てはまるとは限らない」とした上で、次のように述べていた。
小林翔子は、先行する研究では、福永自身による自己解説の効果もあり、「愛」「孤独」「死」「青春」などのキーワードを用いて考察されることが多いとしている。他作品との類似性については、水谷昭夫が、残された者が遺書を読むことでその死を受領するという点で夏目漱石の『こゝろ』との類似を指摘している。鳥居真知子は更に踏み込んで、福永は漱石を意識していた筈であるとし、一方で『こゝろ』に於ける「私」と「先生」ほどに汐見との絆が醸成されていなかった「私」には、ノートを読んでも汐見の真意が理解できなかったこと、「私」から手紙を受け取った千枝子もノートの受け取りを拒むことなどから、「汐見は死しても、なお〈孤独〉である」と指摘している。

### 空白期間
同時代評としては三島由紀夫が、「近代日本文学で、かほど美しく描かれた「美少年録」を私は知らない。私も一読者として殆んど藤木に恋着したのであつた」と述べている。一方で三島は、汐見の愛の試みの失敗への作者の批判や諷刺が、末尾の千枝子の手紙に全て託されていることから「主人公に共感しない読者は、途中で何度も歯がゆい思ひをするに違ひない」としているほか、「青春のはじめに二度の恋に破れたくらゐで、数年後の剛毅な像が形づくられる筈も」ないとして、「第二の手帳」から「春」の間にある空白期間の存在、両者の汐見像の落差について批判的に述べている。
2冊のノートに記された出来事から、30歳になった汐見がサナトリウムで「私」に出会うまでの経験などが描かれていないことに関しては、三島のほか、桂芳久による批判がある。小林翔子も「汐見の人生に多くの空白部分があることはすぐにわかる」とし、応召の詳細、結核罹患の経緯、自殺未遂の際の心境、29歳にそれまで批判していたキリスト教に入信した経緯も語られないことを指摘している。その上で、そのように「自身の過去を取捨選択して手帳に書きつけている」理由を、藤木を手記によって「生者の記憶に属する」死者の生命として蘇らせたように、自身にも死後、他者の中で二度目の生を与えるためであったと考察している。

### 汐見と藤木
小林翔子は、先行研究においては汐見と藤木の関係について、同性愛か友情か、ということが常に議論されてきたとした上で、これは「同性愛」ではないとしている。その理由として、明治以降の旧制学校内には、日本の前近代に於ける衆道の文化が、「硬派」な愛という形で継承されており、藤木への汐見の愛もそうした硬派的なものであったとする。
首藤基澄は1989年（平成元年）の論考で、汐見が「純粋培養」した愛を藤木が拒否したのは、「汐見があえて語らなかった愛の肉体的な側面を察知したからではなかったか」「汐見の愛への投企が精神的なものにとどまらないことを察知した時、それを拒否しなければ、間違いなくホモセクシュアルの世界に入りこむことになる」とし、藤木の拒否によって汐見の愛の純粋性は保たれたとしている。一方、古川誠は2021年（令和3年）の論考で、この首藤の論は「同性愛＝異常＝疑似恋愛」という図式に基づくものであり、現代では流石にこうした同性愛蔑視のような言説はなくなったと述べている。また、藤木への愛を硬派なものとする小林の論を否定し、汐見は「友情」と「愛」に区別を設けておらず、藤木への感情は「プラトニックな友愛」とでも呼べる愛の形であったと結論付けている。
細川正義は、汐見には愛することや愛されることの責任を感じている藤木とは対照的に「エゴイズムの問題に対する躊躇も、或は愛と孤独の相入れない断絶への問題意識も示されていない」「藤木が何故汐見の愛を拒絶しているのかも思いやれず、藤木の僅かの振舞の中に自分勝手ともいえる解釈をつけて、ささやかな幸福感を求めようとしているにすぎないのである」としている。
野村智之は、汐見のプラトニズムに裏打ちされた彼の愛について「理想的な世界でのイデア的な要素が細部に於いて定義付けがされればされるほどに、それと相反する現実としての他者と接することが困難になるという悪循環」を指摘し、汐見はその葛藤を現実世界で解決するのではなく、「より理想化を強めることで乗り越えようとしてしまっている」としている。

### 汐見と千枝子
汐見の藤木兄妹への態度は、舟の上で藤木を抱きしめて「眩暈のような恍惚感」を覚えた一方、千枝子を抱いた際には「一種の精神的な死の観念からの、漠然とした逃避のようなもの」を持つ結果となったように、明らかな差異があることが多く指摘されているが、その理由は諸説あり、定説を見てはいない。
首藤基澄は「千枝子は汐見の夢みた普遍的なものに焦点をあてて不満であり、不安であった。しかし、汐見にとってはそれが仕事だったのである。現実のものを普遍的なものにまで高めることが、日本文学にはもっとも緊要なことであった。（中略）ありのままに安住せず、普遍的なものを獲得する正当な努力をしていたのだが、千枝子にはそれが理解できなかったのである」としている。
小林翔子は従来の男性論者による考察を、汐見（男性）側の精神的完成に主眼を置いて千枝子（女性）側の現実を無視していると批判し、千枝子は汐見から「久遠の女性」として祀り上げられることを拒み、ノートの受け取りを拒否することによって汐見の死後も、彼に操作されることから逃れたとしている。鳥居真知子も同様に、千枝子は「彼の主観的な〈生〉の意味づけを担っていくことを拒んだ」とし、その理由として千枝子は、汐見が死者である藤木の影響の下に生きており、それが自身と汐見とを引き離した原因であることを見抜いていたからであるとしている。柴門ふみは、千枝子は汐見が理想を投影する存在として選んだ存在であったとし、「だから、汐見とは異なる宗教見解を持つ千枝子を、汐見は拒絶するのだ。思い通りの人形でないとわかったとたんに」と述べている。
西田一豊は汐見が自らを置いた「英雄の孤独」が「神」と対比するものとして描かれていることに着目し、その理由を千枝子が「違った世界観」（キリスト教）を持った存在であるからであるとしている。そして汐見が千枝子にのみキリスト教会への批判をぶつけていたことと併せて、彼は「神」と対置される世界観を提示することで千枝子の価値観を揺らがせ、自らの世界観へ従属させようとしていた、と考察している。
野村智之は、理想型（男性）と現実型（女性）の二項対立という見方は単純すぎると批判し、「ある意味自己中心的な汐見の態度が、千枝子に対する場合にも影響したと考えられるが、斯様にして自己の枠組を相手に押し付けようとしているのは、千枝子の側にもあると言うことができる」と述べている。その理由として千枝子の「本当の愛というものは、神の愛を通してしかないのよ」「神の愛は変らないけれど、人間の愛には終りがあるのよ」といった言葉からわかる思考の硬直性を挙げ、彼女もまた逃避した信仰の世界で作り上げた理想の他者像を汐見に拒否され、現実の汐見から離れていった、としている。そして『草の花』を、「互いに理想の世界のみでしか生きようとする意思を持てなかった人間同士が齎してしまった悲劇であると言える」と総括している。

## 書誌情報

### 刊行本
- 『草の花』（新潮社、1954年4月15日）
  - 装幀：江崎孝坪。表記は旧字体・歴史的仮名遣。
- 文庫版『草の花』〈新潮文庫〉（初版1956年3月10日、新装改版2014年11月20日）。電子書籍、2014年10月。
  - 初版表記は旧字体・歴史的仮名遣。改版を経て新字体・現代仮名遣い。
- 『草の花 決定版』（新潮社、1972年3月10日）
  - 装幀：岡鹿之助。表記は新字体・現代仮名遣い。
- 『草の花』〈大活字本シリーズ〉（埼玉福祉会、1993年10月）
  - 新潮文庫版を底本とし、上下巻。

### 全集収録
- 大江健三郎・江藤淳編『われらの文学10 福永武彦・遠藤周作』（講談社、1967年）
  - 福永の収録作品：「草の花」「告別」「河」
- 谷崎潤一郎等編『日本の文学72 中村真一郎・福永武彦・遠藤周作』（中央公論社、1969年）
  - 福永の収録作品：「草の花」「飛ぶ男」
- 『新潮日本文学49 福永武彦集』（新潮社、1970年）
  - 収録作品：「草の花」「忘却の河」「海市」「廃市」
- 足立巻一等編『現代日本の文学41 中村真一郎・福永武彦集』（学習研究社、1971年4月）
  - 福永の収録作品：「草の花」「一時間の航海」「夜の寂しい顔」「福永武彦詩集（抄）」
- 『日本文学全集38 中村真一郎・福永武彦』（新潮社、1971年7月）
  - 福永の収録作品：「草の花」「廃市」「飛ぶ男」「樹」「風花」
- 『福永武彦全小説 第二巻』（新潮社、1973年）
  - 収録作品：「塔」「雨」「めたもるふぉおず」「河」「小品四種 晩春記」「旅への誘い」「鴉のいる風景」「夕焼雲」「草の花」
- 『現代日本文学全集 補巻37』（筑摩書房、1973年）
  - 福永の収録作品：「草の花」「冥府」「影の部分」「廃市」「告別」「邯鄲」
- 『アイボリーバックス日本の文学72 中村真一郎・福永武彦・遠藤周作』（中央公論社、1973年）
  - 福永の収録作品：「草の花」「飛ぶ男」
- 『現代日本文学29 福永武彦・小島信夫集』（筑摩書房、1974年9月）
  - 福永の収録作品：「冥府」「影の部分」「廃市」「告別」「邯鄲」
- 『福永武彦全集 第二巻』（新潮社、1987年5月）
  - 収録作品：「塔」「雨」「めたもるふぉおず」「河」「小品四種 晩春記」「旅への誘い」「鴉のいる風景」「夕焼雲」「草の花」

### 外国語訳
独訳
- Otto Putz訳『Des Grases Blumen』〈Edition Nippon〉（Angkor Verlag〈フランクフルト・アム・マイン〉、2011年）

英訳
- ロイヤル・タイラー訳『Flowers of grass』（Dalkey Archive Press〈シャンペーン〉、2012年）